# Nils Linde
Nils Harald Linde, född 18 juli 1890 i Göteborg, död där 17 augusti 1962, var en svensk friidrottare (släggkastning) och hovbokbindare. Han vann SM-guld i slägga åren 1912 till 1914. Han tävlade för Örgryte IS och ligger begravd på Mariebergskyrkogården.